# Canadá en los Juegos Olímpicos de México 1968
Canadá estuvo representado en los Juegos Olímpicos de México 1968 por un total de 139 deportistas que compitieron en 14 deportes.  
El portador de la bandera en la ceremonia de apertura fue el remero Roger Jackson.

## Medallistas
El equipo olímpico canadiense obtuvo las siguientes medallas:
| Nombre                                                                       | Deporte  | Competición       |
| ---------------------------------------------------------------------------- | -------- | ----------------- |
| Oro                                                                          |          |                   |
| James Day (Canadian Club) Thomas Gayford (Big Dee) Jim Elder (The Immigrant) | Hípica   | Saltos por eqs.   |
| Plata                                                                        |          |                   |
| Elaine Tanner                                                                | Natación | 100 m espalda F   |
| Elaine Tanner                                                                | Natación | 200 m espalda F   |
| Ralph Hutton                                                                 | Natación | 400 m libre M     |
| Bronce                                                                       |          |                   |
| Angela Coughlan Marilyn Corson-Whitney Elaine Tanner Marion Lay              | Natación | 4 × 100 m libre F |